# Linyphia phyllophora
Linyphia phyllophora är en spindelart som beskrevs av Tord Tamerlan Teodor Thorell 1890. Linyphia phyllophora ingår i släktet Linyphia och familjen täckvävarspindlar. Inga underarter finns listade i Catalogue of Life.